# Luzzana

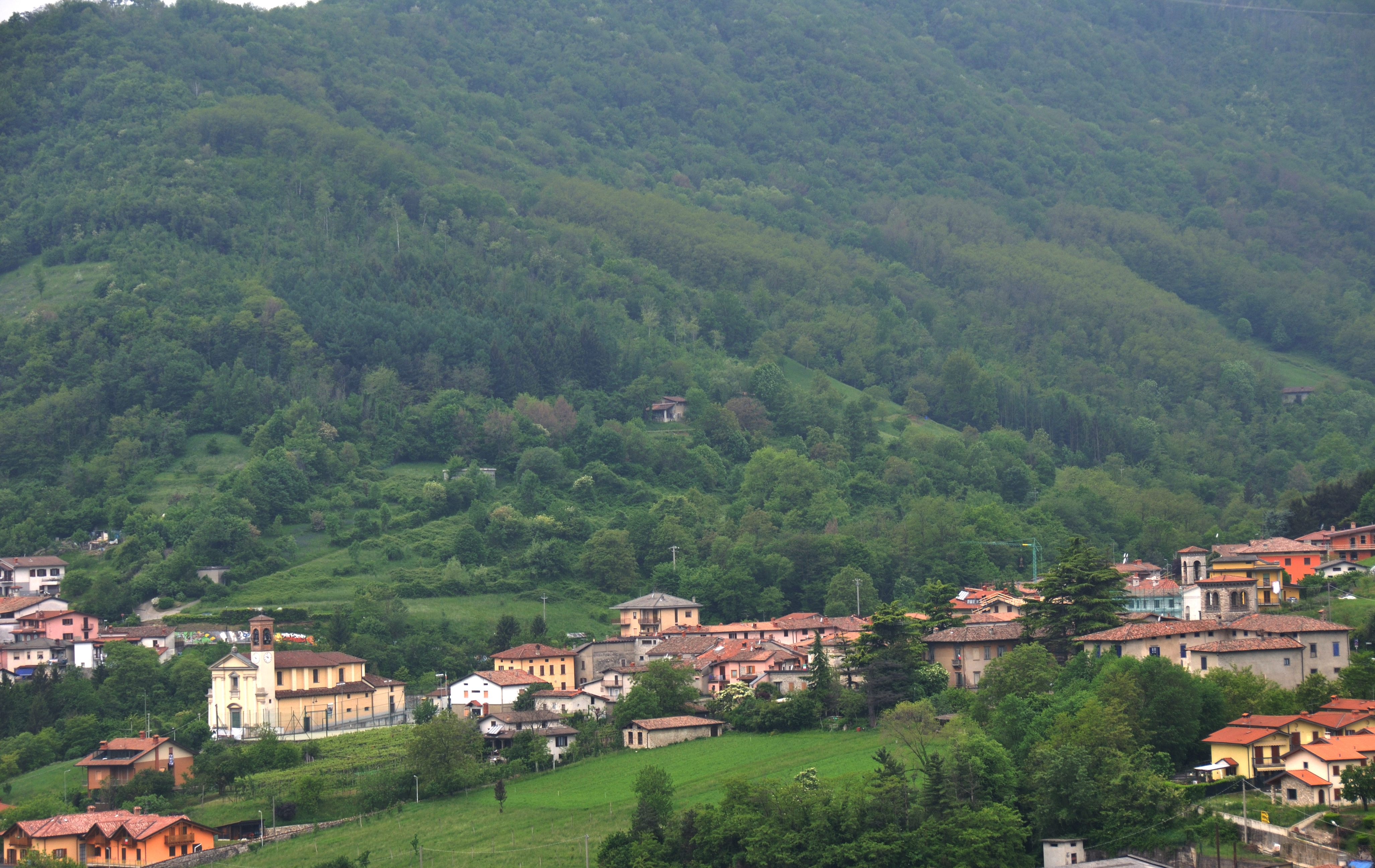
Panorama

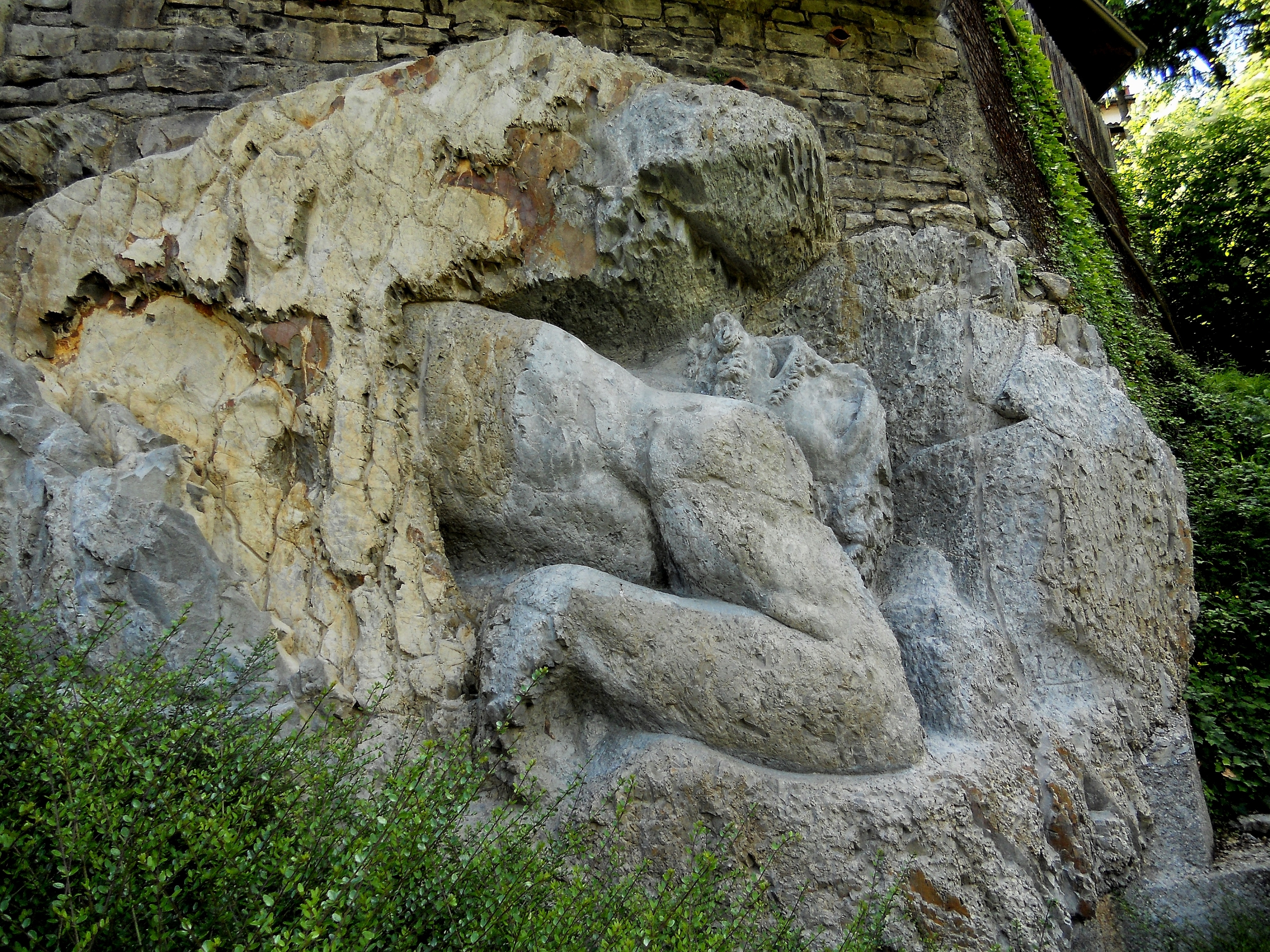
In località Costa, è presente una scultura rupestre realizzata da Giosuè Meli nel 1841 e denominata 'Il Gigante'.

Luzzana [luˈʦːaːna] (Lössàna [løˈsana , løˈhana] in dialetto bergamasco) è un comune italiano di 905 abitanti della provincia di Bergamo in Lombardia.
Situato alla destra orografica del fiume Cherio, in val Cavallina, dista circa 18 chilometri ad est dal capoluogo orobico.

## Storia
A Luzzana è stata rinvenuta un'iscrizione su un masso ovoidale risalente al neolitico, databile attorno al 2000 a.C., su cui probabilmente è riportato un primordiale calendario.
I primi documenti in cui appare il nome di Luzzana risalgono all'anno 886 quando, in alcuni atti di vendita di terreni, viene fatta menzione del nome del paese.
Ma i resti principali risalgono all'epoca medievale, in cui vi furono cruente lotte tra le fazioni guelfe e ghibelline.
La principale opera di quel periodo risulta essere il castello Giovanelli, risalente al XIII secolo, acquistato dal Comune nel 1989 ed attuale sede del Municipio, della Biblioteca dell'Unione dei Comuni della Media Valcavallina (Luzzana, Borgo di Terzo e Vigano S.Martino), del Gruppo di Protezione Civile Comunale e del "Museo d'Arte Contemporanea di Luzzana - Donazione Meli", che svetta sul paese con la sua torre e le murature con feritoie.
Altri monumenti risalenti a quel periodo sono casa Mazzi e casa Gobetti, sul confine con Trescore Balneario.
Nel XIX secolo venne edificata la chiesa parrocchiale, intitolata a San Bernardino da Siena, contenente numerosi dipinti di notevole pregio, tra cui la Madonna in trono e la Crocifissione di Francesco Zucco, e diverse opere degli Scultori Luzzanesi Giosuè Meli (1816-1893) ed Alberto Meli (1921-2003).
Il paese venne unificato con il confinante comune di Entratico dal 1927 fino al 1948, quando riacquistò la sua autonomia.
In località Costa, è presente una scultura rupestre realizzata da Giosuè Meli nel 1841 e denominata 'Il Gigante'.

### Simboli
Lo stemma e il gonfalone sono stati concessi con decreto del presidente della Repubblica del 19 settembre 1994.
(D.P.R. del 19 settembre 1994)
Lo sfondo azzurro vuole ricordare il fiume Cherio, sulla cui riva destra sorge il paese; la lettera L è l'iniziale di Luzzana. Nella seconda partizione è raffigurato il palazzo che apparteneva ad all'illustre famiglia veneta dei Giovanelli, che avevano estesi possedimenti all'interno del territorio del comunale.
Il gonfalone è un drappo partito di giallo e di azzurro.

## Società

### Evoluzione demografica
Abitanti censiti

### Istituzioni, enti e associazioni
- S&P Luzzana - Polisportiva Dilettantistica, su sportepescaluzzana.altervista.org.
- Il Gigante (Associazione culturale), su ilgiganteluzzana.it.
- Amici del Museo (Associazione culturale di promozione sociale)
- Amici di Samuele (Associazione di Promozione Sociale), su amicidisamuele.it. URL consultato il 18 novembre 2014 (archiviato dall'url originale il 12 novembre 2015).
- Casa amici di Samuele, su casaamicidisamuele.it. URL consultato il 18 novembre 2014 (archiviato dall'url originale il 29 novembre 2014).
- Parrocchia di Luzzana, su parrocchiadiluzzana.it. URL consultato il 18 novembre 2014 (archiviato dall'url originale il 29 novembre 2014).
- Il Bucaneve (Gruppo di volontariato sociale)

## Cultura

### Musei
- Museo d'arte contemporanea di Luzzana, su museoluzzana.it.

## Economia
In passato il paese era famoso per la produzione ed il commercio delle castagne, raccolte sulle pendici del monte Misma.
Oggi ci sono alcune aziende manifatturiere che lavorano pietre, marmi ed un importante studio di design, che progetta e realizza su misura arredamenti sia per interni che per esterni; oltre che diverse attività operanti nel settore dei servizi e degli autotrasporti.

## Infrastrutture e trasporti
Fra il 1908 e il 1931 la località ospitò una fermata lungo la tranvia della val Cavallina.
Nel territorio comunale passa la Strada statale 42 del Tonale e della Mendola.

## Amministrazione
| Periodo        | Periodo        | Primo cittadino  | Partito                                   | Carica  | Note   |
| -------------- | -------------- | ---------------- | ----------------------------------------- | ------- | ------ |
| 1º luglio 1985 | 22 giugno 1990 | Italo Ghilardi   | Democrazia Cristiana                      | Sindaco | [ 11 ] |
| 22 giugno 1990 | 24 aprile 1995 | Italo Ghilardi   | Democrazia Cristiana                      | Sindaco | [ 11 ] |
| 24 aprile 1995 | 14 giugno 1999 | Mario Brigo      | Lista civica                              | Sindaco | [ 12 ] |
| 14 giugno 1999 | 14 giugno 2004 | Mario Brigo      | Lista civica                              | Sindaco | [ 12 ] |
| 14 giugno 2004 | 8 giugno 2009  | Lionello Valenti | Lista civica Insieme                      | Sindaco | [ 12 ] |
| 8 giugno 2009  | 26 maggio 2014 | Ivan Beluzzi     | Lista civica                              | Sindaco | [ 12 ] |
| 26 maggio 2014 | 27 maggio 2019 | Ivan Beluzzi     | Lista civica Continuità e innovazione     | Sindaco | [ 12 ] |
| 27 maggio 2019 | in carica      | Ivan Beluzzi     | Lista civica Continuità e innovazione 2.0 | Sindaco | [ 12 ] |